# University of Leicester
University of Leicester er et universitet i Leicester i England. Hovedcampus findes i den sydlige del af byen op til Victoria Park.
Universitetet blev etableret som et forskningsbaseret universitet. Det har været blandt de 20 bedste universiteter i Storbritannien og blev det 13. bedste i 2014 af The Guardian. I 2008 modtog det prisen som University of the Year af The Times. I 2016/17 er det det 25. bedste universitet i The Sunday Times Good University Guide og det 29. bedste på The Complete University Guide. Det er blandt de 200 bedste universiteter i verden i The Times i 2017.
University of Leicester er mest berømt for opfindelsen af genetisk fingeraftryk og bidrag til opdagelsen og identifikationen af Richard 3.s jordiske rester.